# Věstín
Věstín é uma comuna checa localizada na região de Vysočina, distrito de Žďár nad Sázavou.